# 33596 Taesoolee
33596 Taesoolee è un asteroide della fascia principale. Scoperto nel 1999, presenta un'orbita caratterizzata da un semiasse maggiore pari a 2,7071355 UA e da un'eccentricità di 0,0215448, inclinata di 1,81670° rispetto all'eclittica.